# Maurizio Scaparro
Maurizio Scaparro (Roma, 2 settembre 1932 – Roma, 17 febbraio 2023) è stato un regista, critico teatrale e politico italiano.

## Biografia
Sin da piccolo si cimentò nella recitazione, nel giro di qualche tempo presa come un gioco e subito abbandonata.
Fu critico teatrale per giornali come l'Avanti!. Nel 1961 fu tra i fondatori della rivista Teatro Nuovo.
Divenne in seguito direttore artistico di diverse realtà teatrali, tra cui il Teatro Stabile di Bologna, il Teatro Stabile di Bolzano, il Teatro di Roma ed il Teatro Eliseo di Roma. Contemporaneamente si produsse come regista teatrale, debuttando al Festival dei Due Mondi di Spoleto, nel 1965, con La Venexiana, commedia di anonimo cinquecentesco.
Tra gli altri incarichi degni di nota, nel periodo 1979-1983 fu direttore del Festival Internazionale di Teatro all'interno della Biennale di Venezia.
Esordì alla regia cinematografica nel 1983 con il Don Chisciotte, tratto dall'omonimo romanzo di Cervantes; la produzione vide impegnato l'attore Pino Micol nei panni del protagonista, affiancato, tra gli altri, da Peppe Barra ed Evelina Nazzari. 
Nel 1987, su proposta di Bettino Craxi, venne incluso tra i membri dell'Assemblea nazionale del PSI.
Scaparro svolse inoltre attività didattica come docente di storia del teatro per l'Università Telematica Internazionale dei canali di Rai Nettuno Sat.

## Filmografia
- Rocco Scotellaro, con Bruno Cirino – film TV (1979)
- Pulcinella, con Massimo Ranieri (1985; 1991)
- Liolà, con Massimo Ranieri (1992)
- Amerika (2004)
- L'ultimo Pulcinella (2008)
- Il sogno dei Mille (2011)

## Teatro
- La Venexiana di Anonimo del '500 (1965)
- Amleto, con Pino Micol (1972-1975)
- La difficoltà iniziale di Francesco Casaretti, con Pino Micol. Teatro di Roma a Roma (stagione 1976-1977)
- Riccardo II di William Shakespeare. Piccolo Teatro di Milano (1977)
- Don Chisciotte. Frammenti di un discorso teatrale, con Pino Micol (1983)
- Caligola di Albert Camus. Teatro Argentina[2] di Roma, 24 novembre 1983.
- La Venexiana di Anonimo del '500 (1984)
- Varietà, frammenti di storia del teatro di varietà messi in prova da Maurizio Scaparro, con Massimo Ranieri. Teatro Argentina[3] di Roma, 2 ottobre 1985.
- Il fu Mattia Pascal di Tullio Kezich da Luigi Pirandello, con Pino Micol. Teatro Giovanni Verga di Catania, prima rappresentazione 3 aprile 1986.
- Fatto di cronaca di Raffaele Viviani (1987)
- Pulcinella di Manlio Santarelli, con Massimo Ranieri. Teatro Argentina[4] di Roma, 15 febbraio 1987.
- Vita di Galileo di Bertolt Brecht, con Pino Micol. Teatro della Pergola di Firenze, prima rappresentazione 27 maggio 1988.
- Una delle ultime sere di carnovale di Carlo Goldoni. Teatro Goldoni di Venezia, 1⁰ Febbraio 1989.
- Memorie di Adriano, con Giorgio Albertazzi (1989)
- Excelsior, con Massimo Ranieri (1993)
- Le mille e una notte, con Massimo Ranieri (1996)
- Don Giovanni cantato e raccontato dai comici dell'arte, con Peppe Barra e Giacinto Palmarini (2001)
- Turandot. Festival Puccini a Torre del Lago  (2010, e riprese successive)
- La coscienza di Zeno, con Giuseppe Pambieri (2013)
- La pianista perfetta di Giuseppe Manfridi (2018)

## Prosa televisiva
- La casa sulla frontiera, trasmessa il 7 febbraio 1969.
- L'uomo dal fiore in bocca di Luigi Pirandello, trasmessa il 10 dicembre 1970.
- Il candidato di Gustave Flaubert, trasmessa il 22 gennaio 1971.
- Radici, dall'opera di Arnold Wesker, trasmessa il 5 novembre 1971.
- Scontro di notte di Clifford Odets, trasmessa il 5 ottobre 1973.
- Il maggiore Barbara (1975)
- Gastone di Ettore Petrolini, trasmessa il 9 settembre 1977.

## Riconoscimenti
- Premio Flaiano sezione teatro[5]
  - 2000 – Premio alla carriera
  - 2004 – Premio speciale